# جيسيكا لوف
جيسيكا لوف (بالإنجليزية: Jessica Love)‏ هي كاتِبة ورسامة توضيحية وممثلة أمريكية، ولدت في 26 سبتمبر 1978.